# Craig Stammen
Craig N. Stammen (né le 9 mars 1984 à Versailles, Ohio, États-Unis) est un lanceur droitier des Padres de San Diego de la Ligue majeure de baseball.

## Carrière
Joueur des Flyers de l'université de Dayton, Craig Stammen est repêché en 12e ronde par les Nationals de Washington en 2005. Il débute dans les majeures avec cette équipe le 21 mai 2009. À sa saison recrue, il joue 19 parties comme lanceur partant et est le deuxième lanceur le plus utilisé par l'équipe après John Lannan. Il lance 105 manches et deux tiers, maintient une moyenne de points mérités de 5,11 et enregistre 48 retraits sur des prises. Il remporte 4 victoires contre 7 défaites pour un club de dernière place. Le 18 juin 2009, il est crédité de son premier gain en carrière dans un match interligue face aux Yankees de New York, et le 11 juillet il lance sa première partie complète dans un triomphe de 13-2 des Nationals sur les Astros de Houston.
Stammen alterne entre les rôles de lanceur partant et de releveur en 2010. À partir de 2011, il est exclusivement lanceur de relève.
Il est particulièrement efficace en 2012 et 2013. Dans la première de ces deux saisons, il aide les Nationals à remporter le titre de la division Est de la Ligue nationale grâce à 6 victoires, une défaite et une moyenne de points mérités de 2,34 en 88 manches et un tiers lancées. En 2013, sa moyenne se chiffre à 2,76 en 81 manches et deux tiers de travail. 
Il ne joue que 5 matchs en 2015, année où il est opéré pour deux tendons blessés à l'avant-bras droit.
En 7 saisons à Washington, de 2009 à 2015, Stammen a remis une moyenne de points mérités de 3,91 en 490 manches et deux tiers lancées lors de 229 matchs, dont 191 comme lanceur de relève. Il compte 26 victoires, 24 défaites, un sauvetage et 370 retraits sur des prises avec les Nationals. 
Le 8 février 2016, Stammen signe un contrat des ligues mineures avec les Indians de Cleveland.

## Statistiques
En saison régulière
| Statistiques de lanceur |            |     |    |    |     |    |    |    |       |     |      |
| Saison                  | Équipe     | G   | GS | CG | SHO | V  | D  | SV | IP    | SO  | ERA  |
| 2009                    | Washington | 19  | 19 | 1  | 0   | 4  | 7  | 0  | 105.2 | 48  | 5,11 |
| 2010                    | Washington | 35  | 19 | 0  | 0   | 4  | 4  | 0  | 128.0 | 85  | 5,13 |
| 2011                    | Washington | 7   | 0  | 0  | 0   | 1  | 1  | 0  | 10.1  | 12  | 0,87 |
| 2012                    | Washington | 59  | 0  | 0  | 0   | 6  | 1  | 1  | 88.1  | 87  | 2,34 |
| 2013                    | Washington | 55  | 0  | 0  | 0   | 7  | 6  | 0  | 81.2  | 79  | 2,76 |
| 2014                    | Washington | 49  | 0  | 0  | 0   | 4  | 5  | 0  | 72.2  | 56  | 3,84 |
| 2015                    | Washington | 5   | 0  | 0  | 0   | 0  | 0  | 0  | 4.0   | 3   | 0,00 |
| 2017                    | San Diego  | 60  | 0  | 0  | 0   | 2  | 3  | 0  | 80.1  | 74  | 3,14 |
| 2018                    | San Diego  | 73  | 0  | 0  | 0   | 8  | 3  | 0  | 79.0  | 88  | 2,73 |
| Totaux                  | Totaux     | 362 | 38 | 1  | 0   | 36 | 30 | 1  | 650.0 | 532 | 3,67 |

Note: G = Matches joués ; GS = Matches comme lanceur partant ; CG = Matches complets ; SHO = Blanchissages ; 
V = Victoires ; D = Défaites ; SV = Sauvetages ; IP = Manches lancées ; SO = retraits sur des prises ; ERA = Moyenne de points mérités.